# Five Points Gang
A Five Points Gang egy 19. századi és kora 20. századi bűnszervezet volt, elsősorban ír-amerikai gyökerekkel, területileg a New York-i Manhattan hatodik választókerületén (The Five Points) alapuló bűnszervezet. A területen a 19. század elején először az ír bevándorlók bandái voltak ismertek; majd leszármazottaikat fokozatosan kiszorították a következő bevándorlók. Paul Kelly, született Paolo Antonio Vaccarelli  olasz-amerikai  alapította a Five Points Ganget, amely a huszadik század első két évtizedének egyik meghatározó utcai bandájává vált. 

## Története
Az évek során Kelly fiatalokat vett fel, akik később kiemelkedő bűnözőkké váltak, mint például Johnny Torrio, Al Capone és Lucky Luciano. 

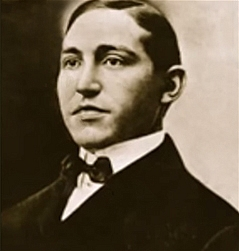
Paul Kelly, az alapító

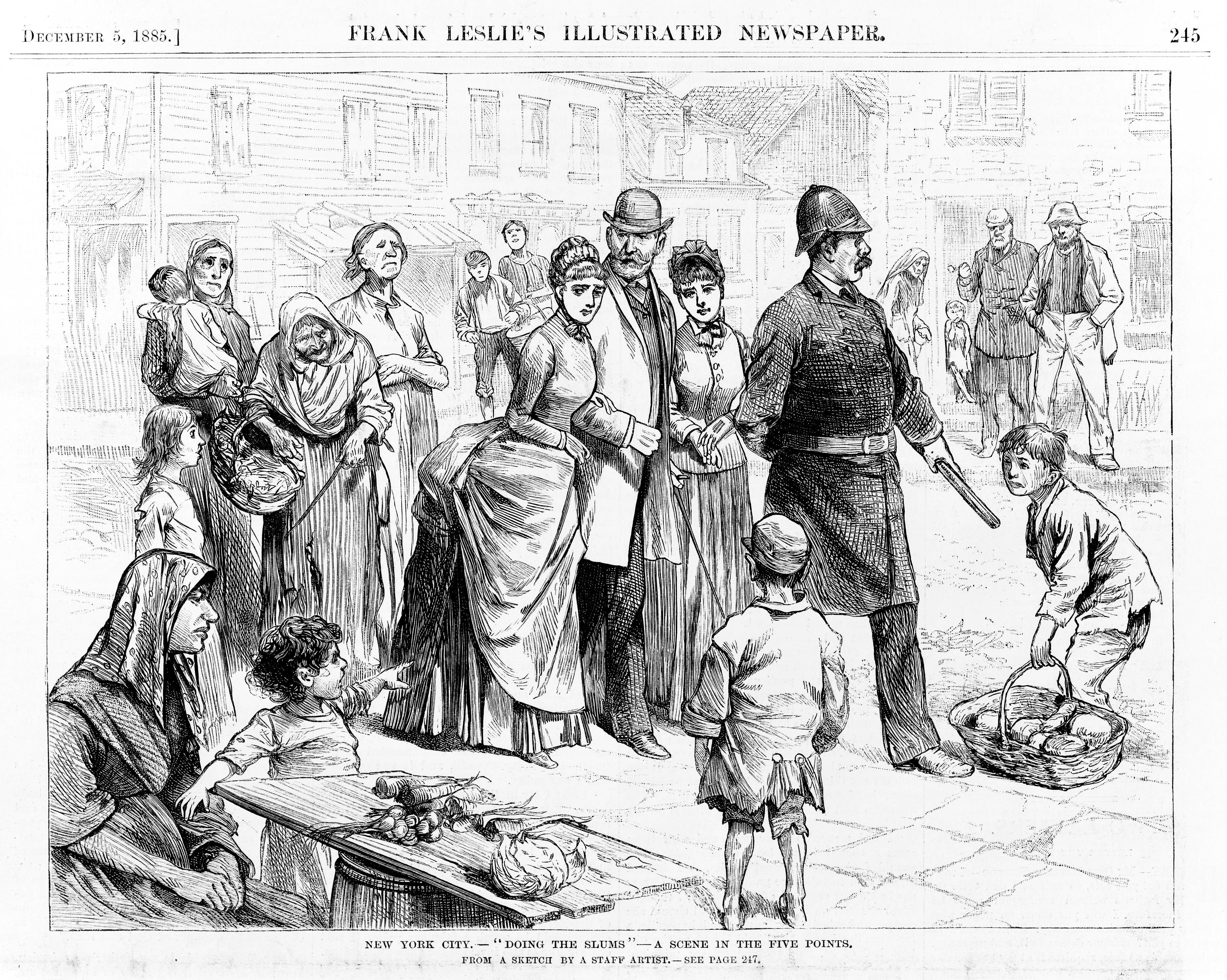
Egy 1885-ös vázlatban egy nyomornegyed a Five Pointsben

Manhattan területét, ahol négy utcát - Anthony (most Worth), Cross (most Mosco), Orange (most Baxter) és Little Water (most nem létező) - konvergálták, az "Öt Pont" ("The Five Points") néven ismerték.  Az 1820-as évekre ez a kerület a szegény bevándorlók településének központja volt, és a 18. század végi gyarmati korszak és a 19. század elején lakott téglalakások, raktárak és kereskedelmi vállalkozások „ nyomornegyedének ” tekintették. Többnyire szegény angol és skót-ír állampolgárok által, akik az 1840-es években az ír menekültek hullámai egyre növekszik. 
A Five Points területén számos szerencsejátékbarlang és bordély volt, amelyet veszélyes utazási célpontnak tekintették, ahol sok embert raboltak ki, különösen éjszaka. 1842-ben a híres brit író, Charles Dickens meglátogatta a területet, és megdöbbent a nem megfelelő lakásokban látott gyenge életkörülményeken. 
Az 1870-es évekre olasz és a kelet-európai zsidó bevándorlók új hulláma érkezett és telepedett le a térségben, ahol a bandák a tiltott tevékenységekből származó bevételek ellenőrzéséért versenyeztek egymással.  
A régi ír bandák, mint például a Whyos, átvették a hatalmat a Chichesterttől. Monk Eastman Eastman Coin Collector nevű bandájának sok ír tagja volt. 
A New York-i 2002-es New York Bandái című film a területen játszódik. A filmet Herbert Asbury történelmi regénye alapján forgatták. A regény az 1840-es évektől 1863-as polgárháború elleni zavargásig ábrázolja a feszültséget a régi amerikai protestáns angol és skót-ír bevándorlók és újonnan érkezett, hazájukban  üldözött római Katolikus ír bevándorló között.  
Az olasz-amerikai Paul Kelly (született: Paolo Antonio Vaccarelli) alapította meg a Five Points Ganget. A banda későbbi évei alatt Kelly második parancsnoka, John Torrio segített megalapítani a nemzeti bűncselekmény-szindikátust  az Egyesült Államokban. A Five Points Gang híres volt a brutalitásról; a rivális bandákkal folytatott összetűzésekben gyakran harcoltak halálig.  
Kelly és Torrio más New York-i bandákból toborzott tagokat, hogy csatlakozzanak az Five Points Ganghez. A James Street bandából Al Capone érkezett  (később ő vezette a Chicago Outfit-et). Torrio volt az első, aki Chicagóban alkalmazta a zsarolást mint eszközt, és felvette Capone-t, hogy csatlakozzon hozzá. Charles "Lucky" Luciano is csatlakozott az Five Points Ganghez, és később az ország legerősebb bűnözőjének tekintették. 
Ahogy a Five Points Gang tapasztaltabb lett, Kelly és hadnagyai tapasztalták, hogy a korrupt politikusok megválasztásának segítésével pénzt lehet csinálni. A szavazók fenyegetésével, a szavazók listáinak hamisításával és a szavazódobozok cseréjével a banda támogatta a régi Demokrata Párt politikai gépezetét, hogy az megtarthassa hatalmát. A 20. század fordulóján a Five Points Gang egyetlen versenytársa Monk Eastman bandája volt. 
A riválisok, különösen az Eastman banda vitatták a Manhattanben lévő Lower East Side egy szeletének birtokjogát. 1901-ben a Five Points Eastman-t, a banda vezérét  gyomron lőtte, de az túlélte. Hamarosan Eastman egyik embere meggyilkolta a Five Points egyik tagját megtorlásként. 1903-ig a konfliktus felgyorsult, és a két banda nyílt hadviselésbe kezdett. Egy alkalommal Kelly, Torrio és 50 Five Pointer fegyveres csatát vívott egy hasonló méretű Eastman-bandával. A helyszínre hívott városi rendőrségnek vissza kellett vonulnia a csatából, amely több órán át tartott. Három embert öltek meg, és sokan megsebesültek a csatában. Amikor a rendőrség végül átvette az irányítást,  letartóztatták Eastman-t, de csak néhány órát töltött börtönben. Egy Tammany-vezérelt bíró elengedte, miután Eastman megesküdött, hogy ártatlan. 
A közvélemény felháborodott a bandák utcai hadviseléstől. Tom Foley összehívta Kellyt és Eastmant, és elmondta nekik, hogy egyikük sem kap politikai védelmet, amennyiben nem oldják meg a határvitát. Rövid időre helyreállították a békét, de két hónapon belül újra felerősödött az erőszak. Hivatalnokok összehívták a két vezetőt, és arra kérték őket, hogy vívjanak meg egy bokszmérkőzést, a győztes bandája pedig megkapja a vitatott területet. 
A kijelölt napon mindkét oldalról több száz ember gyűlt össze egy elhagyatott házban a Bronxban . Eastman és Kelly két órán keresztül boxoltak egymással. Kelly fiatalabb napjaiban ökölvívó volt, és azt mondták, hogy jobban teljesített a korai fordulókban, de Eastman nagyobb ember volt, és hevesen harcolt. A meccs alatt egyikük sem került kiütésre, az végül döntetlen lett. A banda vezetői bejelentették embereiknek, hogy a háború tovább folytatódik.  
Ezen a ponton a Tammany Hall főnökei úgy döntöttek, hogy a Five Points Ganget támogatják, és visszavonnak minden jogi vagy politikai segítséget Eastmantől és bandájától. 1904-ben Eastmant eszméletlenre verte egy rendőr, aki megakadályozott egy folyamatban lévő rablást. Eastmant elítélték a bűncselekmény miatt, és 10 éves büntetésre ítélték el a Sing Sing börtönben (Ossining Correctional Facility) , New Yorkban, Ossiningban . Utódját, Max "Kid Twist", Zwerbachet 1908-ban meggyilkolták a Five Points Gang emberei és Eastman bandája elkezdett szétesni. 
Paul Kellyt megpróbálták meggyilkolni, három hadnagy közül kettő, James T. "Biff" Ellison és Pat "Razor" Riley háromszor meglőtte egy éjszakai mulatóban, ám túlélte a támadást. A  Tammany Hall nyomására az esemény után kerülte a nyilvánosságot, inkább szakszervezeti machinációkban vett részt. 1936-ban természetes okokból halt meg. 
A maffia bandái fokozatosan átvették a Five Points Gang által korábban ellenőrzött bűncselekményeket. A korábbi bandatagok, mint például Torrio, Capone és Luciano, lettek az új bandák vezetői, akik nemzeti és nemzetközi szintre terjesztették ki tevékenységüket. Az Egyesült Államok Alkotmányának 18. Módosítása és a Volstead-törvény, amelyek 1920-ban bevezették a szesztilalmat,  a szervezett bűnözés számára hatalmas bevételi forrást biztosítottak a szeszcsempészet által.